# Ідалін (Люблінське воєводство)
Ідалін (пол. Idalin) — село в Польщі, у гміні Юзефув-над-Віслою Опольського повіту Люблінського воєводства.
Населення — 227 осіб (2011).

## Демографія
Демографічна структура станом на 31 березня 2011 року:
|          | Загалом | Допрацездатний вік | Працездатний вік | Постпрацездатний вік |
| -------- | ------- | ------------------ | ---------------- | -------------------- |
| Чоловіки | 114     | 22                 | 70               | 22                   |
| Жінки    | 113     | 21                 | 56               | 36                   |
| Разом    | 227     | 43                 | 126              | 58                   |